# Нканса, Эрик
Эрик Нканса Аппиа (англ. Eric Nkansah Appiah; род. 12 декабря 1974) — ганский легкоатлет, специалист по бегу на короткие дистанции. Выступал за сборную Ганы по лёгкой атлетике в 1994—2008 годах, двукратный чемпион Всеафриканских игр, серебряный и бронзовый призёр чемпионатов Африки, многократный победитель первенств национального значения, участник двух летних Олимпийских игр.

## Биография
Эрик Нканса родился 12 декабря 1974 года.
Впервые заявил о себе на международном уровне в сезоне 1994 года, когда вошёл в состав ганской сборной и выступил на Играх Содружества в Виктории, где бежал 100 и 200 метров, а также эстафету 4 × 100 метров.
В 1995 году в эстафете 4 × 100 метров одержал победу на Всеафриканских играх в Хараре, стартовал на чемпионате мира в Гётеборге.
Благодаря череде успешных выступлений в 1996 году удостоился права защищать честь страны на летних Олимпийских играх в Атланте — участвовал в беге на 100 метров и в эстафете 4 × 100 метров, в обоих случаях остановился на стадии полуфиналов.
В 1997 году бежал 60 и 200 метров на чемпионате мира в помещении в Париже, 100 метров и эстафету 4 × 100 метров на чемпионате мира в Афинах.
На Играх Содружества 1998 года в Куала-Лумпуре стал шестым в беге на 100 метров, тогда как в эстафете 4 × 100 метров в финале их команда была дисквалифицирована. Нканса также отметился выступлением на Кубке мира в Йоханнесбурге, где в составе африканской команды занял третье место в эстафете 4 × 100 метров.
В 1999 году в 60-метровой дисциплине стартовал на чемпионате мира в помещении в Маэбаси, в дисциплине 100 метров и в эстафете 4 × 100 метров выступил на чемпионате мира в Севилье.
В 2001 году бежал 60 метров на чемпионате мира в помещении в Лиссабоне.
В 2002 году на дистанции 100 метров дошёл до полуфинала на Играх Содружества в Манчестере.
В 2003 году в беге на 60 метров дошёл до полуфинала на чемпионате мира в помещении в Бирмингеме. Выступил в беге на 100 метров и в эстафете 4 × 100 метров на чемпионате мира в Париже. В тех же дисциплинах занял четвёртое и первое места на Всеафриканских играх в Абудже.
В 2004 году в дисциплине 60 метров дошёл до полуфинала на чемпионате мира в помещении в Будапеште. Принимал участие в Олимпийских играх в Афинах — в программе 100 метров не смог преодолеть предварительный квалификационный этап.
В 2005 году среди прочего финишировал вторым на Мемориале братьев Знаменских в Казани.
В 2006 году бежал 60 метров на чемпионате мира в помещении в Москве. Позднее выступил на Играх Содружества в Мельбурне, выиграл две бронзовые медали на чемпионате Африки в Бамбусе. На Кубке мира в Афинах занял пятое место в эстафете 4 × 100 метров.
На Всеафриканских играх 2007 года в Алжире завоевал серебряную награду в беге на 100 метров, тогда как в эстафете 4 × 100 метров стал четвёртым.
В 2008 году в эстафете 4 × 100 метров завоевал серебряную награду на чемпионате Африки в Аддис-Абебе. По окончании сезона завершил спортивную карьеру.